# 湘南建築センター
湘南建築センター（しょうなんけんちくセンター）は神奈川県の指定確認検査機関。
東京都（諸島部をのぞく）、神奈川県全域を対象とし、主な業務は建築確認、中間検査、完了検査、適合証明、住宅瑕疵保険、長期優良住宅、性能評価、省エネ適合判定の各種制度を取り扱う。